# Список Героев Украины/М
В настоящем списке в алфавитном порядке представлены люди, получившие почётное звание Герой Украины, чьи фамилии начинаются с буквы «М».
- Список содержит информацию о дате указа присвоения почётного звания, роде деятельности награждённых и годах их жизни.

## Список людей, фамилии которых начинаются с «М»
| №  | Фамилия, Имя Отчество            | Дата Указа | Деятельность | Годы жизни              |
| -- | -------------------------------- | ---------- | --- | ----------------------- |
| 1  | Макаров, Владимир Иванович       | 27.08.2008 | Начальник участка обособленного подразделения «Шахтоуправление „Луганское“» государственного предприятия «Луганскуголь»                                        | род. в 1970 году        |
| 2  | Малая, Любовь Трофимовна         | 12.01.1999 | Директор Института терапии Академии Медицинских Наук Украины, академик НАН Украины и АМН Украины, Харьков                                                      | 13.01.1919—14.04.2003   |
| 3  | Маркус, Татьяна Иосифовна        | 21.09.2006 | Участница антифашистского подполья в городе Киеве в 1941—1943 годах (посмертно)                                                                                | 21.09.1921—29.01.1943   |
| 4  | Масельский, Александр Степанович | 05.12.2006 | Председатель Харьковской областной государственной администрации в 1995—1996 годах (посмертно)                                                                 | 07.12.1936—12.04.1996   |
| 5  | Матвиенко, Владимир Павлович     | 20.10.2004 | Председатель правления Акционерного коммерческого промышленно-инвестиционного банка, Киев                                                                      | род. 05.01.1938         |
| 6  | Матвиенко, Нина Митрофановна     | 21.01.2006 | Народная артистка Украины, Киев | род. 10.10.1947         |
| 7  | Мельник, Юрий Федорович          | 23.11.2009 | Министр аграрной политики Украины | род. 05.08.1962         |
| 8  | Мельников, Василий Александрович | 20.02.2003 | Младший сержант, радист-парашютист поисково-спасательного взвода 95 отдельной аэромобильной бригады (посмертно)                                                | 27.04.1977—19.11.2002   |
| 9  | Мельничук, Дмитрий Алексеевич    | 05.11.2003 | Ректор Национального аграрного университета, доктор биологических наук, академик Национальной академии наук Украины и Украинской академии аграрных наук, Киев  | род. 05.11.1943         |
| 10 | Микитин, Ярослав Иванович        | 01.04.2004 | Председатель правления акционерного общества «Каховский завод электросварочного оборудования», Херсонская область                                              | род. 22.10.1943         |
| 11 | Мирошниченко, Евгения Семёновна  | 26.06.2006 | Профессор кафедры сольного пения Национальной музыкальной академии имени П. И. Чайковского, народная артистка Украины, Киев                                    | 12.06.1931—27.04.2009   |
| 12 | Митропольский, Юрий Алексеевич   | 18.01.2007 | Советник Президиума Национальной академии наук Украины, доктор технических наук, академик НАН Украины, Киев                                                    | 03.01.1917—14.06.2008   |
| 13 | Молчанова, Татьяна Ивановна      | 22.08.2004 | Генеральный директор корпорации «Луганскмясопром», директор акционерного общества «Луганский мясокомбинат»                                                     | род. 27.10.1949         |
| 14 | Момотенко, Александр Иванович    | 07.05.2005 | Председатель Николаевской областной организации ветеранов Украины, Николаев                                                                                    | 15.01.1915—17.08.2012   |
| 15 | Моргун, Владимир Васильевич      | 07.03.2008 | Директор Института физиологии растений и генетики НАН Украины, доктор биологических наук, профессор, академик НАН Украины, Киев                                | род. 10.03.1938         |
| 16 | Мороз, Василий Максимович        | 21.08.2003 | Ректор Винницкого национального медицинского университета имени Н.И. Пирогова, доктор медицинских наук, член-корреспондент АМН Украины                         | род. 02.02.1942         |
| 17 | Мостипан, Александр Алексеевич   | 19.08.2009 | Председатель ассоциации «Нива Переяславщины», Киевская область                                                                                                 | род. 09.02.1959         |
| 18 | Моторный, Дмитрий Константинович | 02.10.2002 | Глава частно-арендного кооператива «Заря», Белозёрский район Херсонской области                                                                                | 02.11.1927 – 30.07.2018 |
| 19 | Муравченко, Фёдор Михайлович     | 22.08.2002 | Генеральный конструктор Государственного предприятия «Запорожское машиностроительное конструкторское бюро „Прогресс“ имени академика А. Г. Ивченко», Запорожье | 18.03.1929—08.02.2010   |
| 20 | Муравский, Павел Иванович        | 23.03.2009 | Народный артист Украины, профессор Национальной музыкальной академии Украины имени П. И. Чайковского, Киев                                                     | 30.07.1914 – 06.10.2014 |
| 21 | Мурзенко, Владимир Григорьевич   | 19.12.2001 | Начальник участка акционерного общества «Шахта „Красный Партизан“», Луганская область                                                                          | 26.04.1937 – 01.12.2017 |
| 22 | Мушкетик, Юрий Михайлович        | 20.03.2009 | Писатель, Киев | 21.03.1929 – 06.06.2019 |
| 23 | Мялица, Анатолий Константинович  | 30.12.1999 | Генеральный директор Харьковского государственного авиационного производственного предприятия                                                                  | род. 23.10.1940         |